# Payback (pel·lícula)
|  | Per a altres significats, vegeu «Payback». |

Payback és una pel·lícula estatunidenca dirigida per Brian Helgeland i estrenada el 1999. Ha estat doblada al català.
Aquesta pel·lícula és una adaptació del llibre The Hunter, escrit per Donald E. Westlake, sota el pseudònim de Richard Stark, llibre que ja havia estat adaptat l'any 1967 per John Boorman que l'havia titulat A boca de canó (Punt Blank) amb Lee Marvin.

## Argument
Empès per la seva dona Lynn, Porter, petit pistoler tenaç orgullós de treballar pel seu compte, accepta de fer equip amb Val Resnick, malfactor sense escrúpols que ambiciona entrar a l'Organització, la màfia que controla Chicago. Els dos homes organitzen un atracament contra la màfia xinesa. L'operació va malament, Val s'apropia dels diners amb la complicitat de Lynn que abat fredament Porter, a qui deixen per mort. Cinc mesos més tard, Porter torna ben decidit a venjar-se i a recuperar el seu botí.

## Repartiment
- Mel Gibson: Porter
- Gregg Henry: Val Resnick
- Maria Bello: Rosie
- David Paymer: Arthur Stegman
- Bill Duke: l'inspector Hicks
- Deborah Kara Unger: Lynn Porter
- John Glover: Phil
- William Devane: Carter
- Lucy Liu: Pearl
- Jack Conley: l'inspector Leary
- James Coburn: Justin Fairfax
- Kris Kristofferson: Bronson
- Freddy Rodríguez: el traficant

## Producció
El rodatge va tenir lloc del 10 d'octubre de 1997 al 27 de gener de 1998 amb noves preses del 25 de juny al 2 d'agost de 1998 a Chicago, Los Angeles i als estudis Burbank de Warner Bros. Pictures.
Considerat com massa fosca i massa violenta per la Warner Bros, societat distribuïdora del film, un 30 % del film va ser tornat a rodar després de la marxa de Brian Helgeland (el film és la primera posada en escena, després d'una carrera de guionista). Encara que el nom del realitzador substitut no hagi mai estat oficialment anunciat, Mel Gibson huaria declarat en una entrevista a una revista de Hong-kong que es tractaria del cap de decorats John Myhre. Brian Helgeland va treure l'any 2006 'Payback Straight Up, la seva versió Director's cut.

## Rebuda
Payback va ser molt ben rebuda al box office. El film ha fet 21 milions de dòlars al seu cap de setmana d'obertura a Amèrica del Nord. Després va recollir 81 milions a Amèrica del Nord i 80 més a la resta del món.
Les crítiques al film han estat dividides. Segons la revista especialitzada Rotten Tomatoes, un 51 % de 70 crítics de la mostra han donat comentaris positius, cosa que li ha suposat una nota mitjana de 5,8⁄10.

## Premis i nominacions
- Premi de la millor música de film, en els premis BMI Film & TV 1999.
- Premi del públic, en el Festival del film policíac de Cognac 1999.
- Nominació al premi del millor thriller, en el l'Acadèmia de cinema de ciència-ficció, fantàstica i terror 2000.
- Nominació al premi al millor actor de film d'acció per a Mel Gibson, en els premis Blockbuster Entertainment 2000.